# 東圃駅
東圃駅（とうほえき）は、中華人民共和国広東省広州市天河区黄埔大道東にある広州地下鉄5号線の駅である。

## 歴史
- 2009年12月28日：開業[1]。

## 駅構造
島式ホーム1面2線を有する地下駅。

### のりば
| 番線 | 路線    | 行先             |
| ---- | ------- | ---------------- |
| 1    | ■ 5号線 | 黄埔新港方面     |
| 2    | ■ 5号線 | 広州駅・滘口方面 |

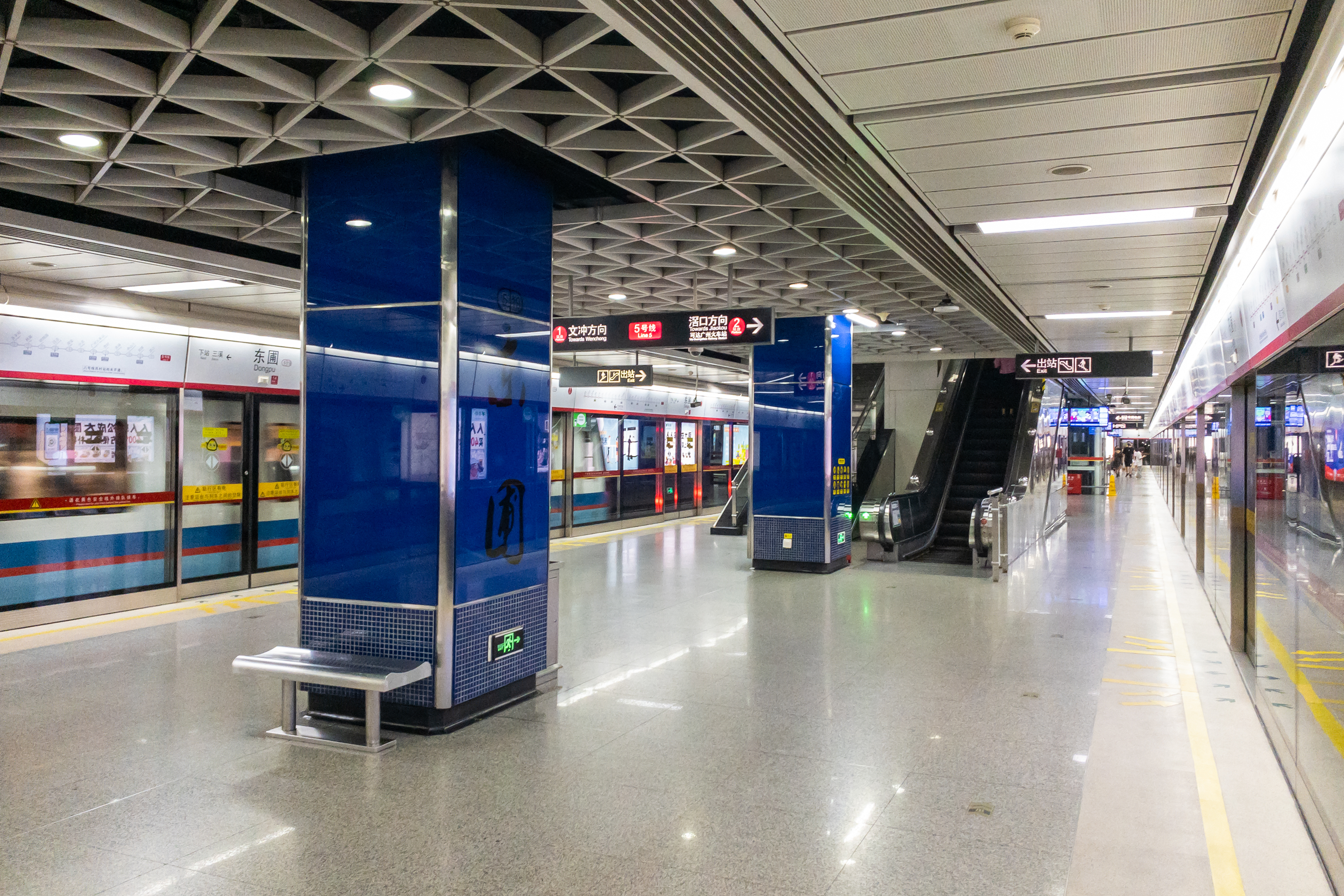
ホーム（2022年5月）
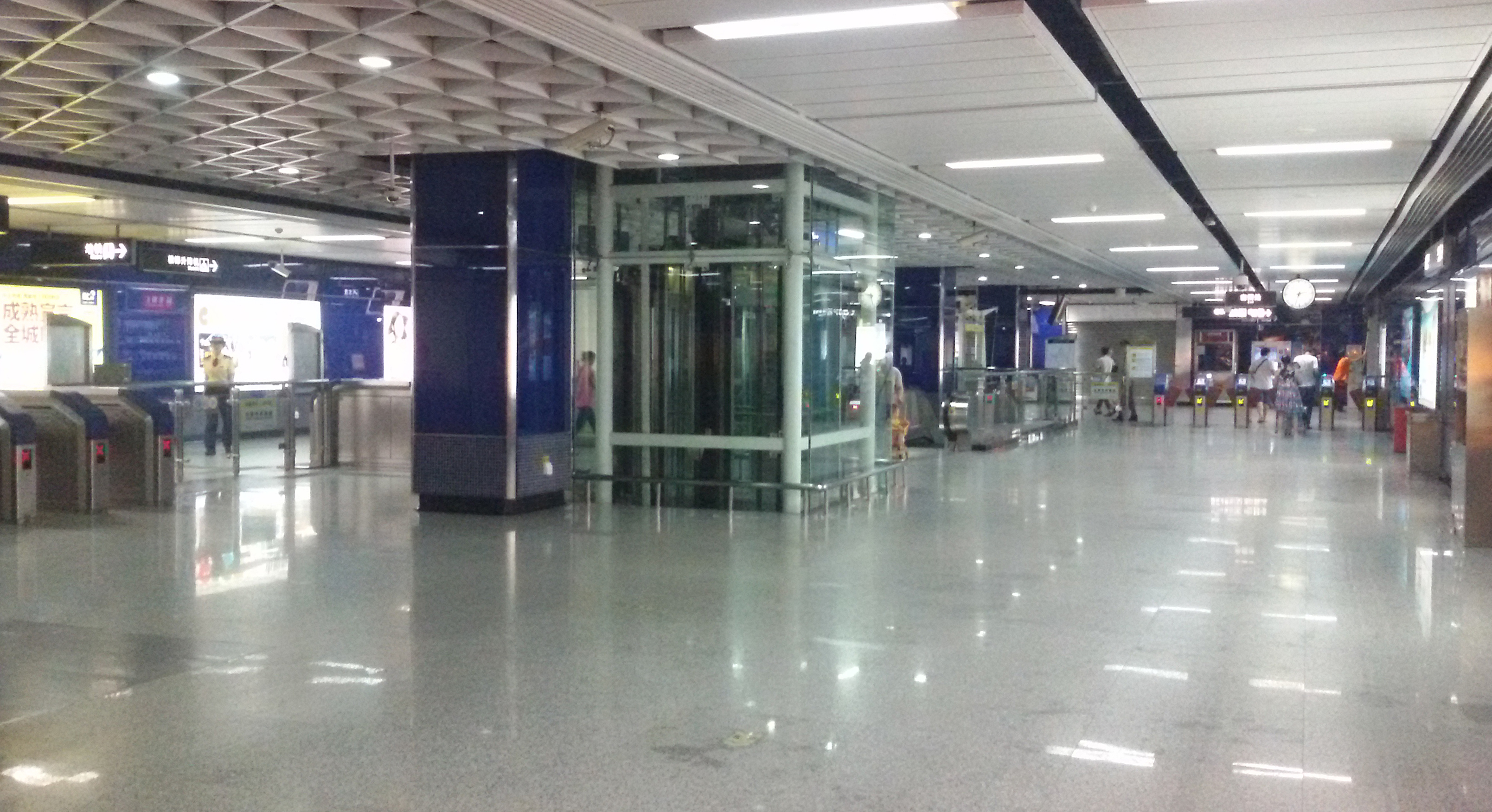
コンコース

## 駅周辺
- 匯田ビル
- 盈科智谷園林式創意園
- 宦渓産業園

## 隣の駅
広州地下鉄
■ 5号線
車陂南駅 518 - 東圃駅 519 - 三渓駅 520